# Maarten Slootmaekers

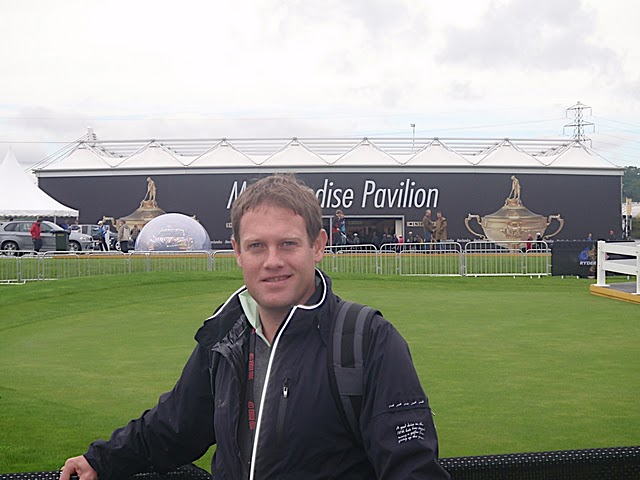
Tijdens de Ryder Cup op GC Celtic Manor in Wales 2010

Maarten Slootmaekers (Den Haag, 1 maart 1978) is een Nederlandse amateurgolfer.
Slootmaekers begon op zijn dertiende jaar als golfspeler op Golf Club BurgGolf Zoetermeer. Hij behaalde meerdere clubkampioenschappen. Hij is nadien lid geworden van de Koninklijke Haagsche Golf & Country Club. Voor de Haagsche speelde hij competitie en won daarbij het Nederlands Kampioenschap voor Clubteams in 1997, 1999, 2001 en 2008. Ook werd hij clubkampioen in 2000, 2011, 2015 en 2019.

## Amateur
Sinds 1995 speelt Slootmaekers in de top van het Nederlands amateurgolf. Hij vertegenwoordigde Nederland meerdere malen in het buitenland, zowel individueel als lid van Jong Oranje en Oranje. Uitzendingen naar het buitenland geschiedden onder verantwoordelijkheid van de Koninklijke Nederlandse Golf Federatie. Zo speelde hij het Europees Kampioenschap voor Clubteams in Italië (1997, 2001 en 2008), het Europees Amateur Kampioenschap (2001, 2002 en 2003), de Copa Juan Carlos Tailhade in Argentinië (2001) en diverse internationale Open Amateur Kampioenschappen. In 2001 speelde hij ook het TNT Dutch Open.

## Nationaal (gewonnen)
- Nationaal Open Kampioenschap in 2002: Beste Amateur
- Nationaal Foursome Kampioenschap: 1998 en 2011
- Nationaal Kampioenschap Mid Amateur: 2013, 2014, 2015 en 2019

## Teams
- European Amateur Team Championship: 1995, 1996 en 1997